# BreakThru! (datorspel)
BreakThru! (ブレイクスルー?) är ett pusselspel släppt för Windows och MS-DOS under 1994. Det skapades av det japanska företaget Zoo Corporation och publiceras av Spectrum HoloByte.